# Starr (Carolina del Sud)
Starr è un comune degli Stati Uniti d'America, situato in Carolina del Sud, nella Contea di Anderson.

## Località limitrofe
Il seguente diagramma rappresenta le località esistenti nel raggio di 16 km da Starr: